# Lockheed AC-130
Lockheed AC-130 är ett markunderstödsflygplan som används av USA:s flygvapen. Flygplanet som är baserat på transportflygplanet Lockheed C-130 Hercules utvecklades under Vietnamkriget som ett tyngre och modernare komplement till Douglas AC-47 Spooky. AC-130 har förutom Vietnamkriget även använts i USA:s invasion av Panama, Kuwaitkriget, Bosnienkriget, Afghanistankriget, Irakkriget, inbördeskriget i Somalia och Libyen. Karaktäristiskt för AC-130 är den tunga eldrörsbeväpningen som är koncentrerad till flygplanets babordssida. Flygplanstypen har utvecklats kontinuerligt och har tillverkats i sex olika versioner.

## Utveckling

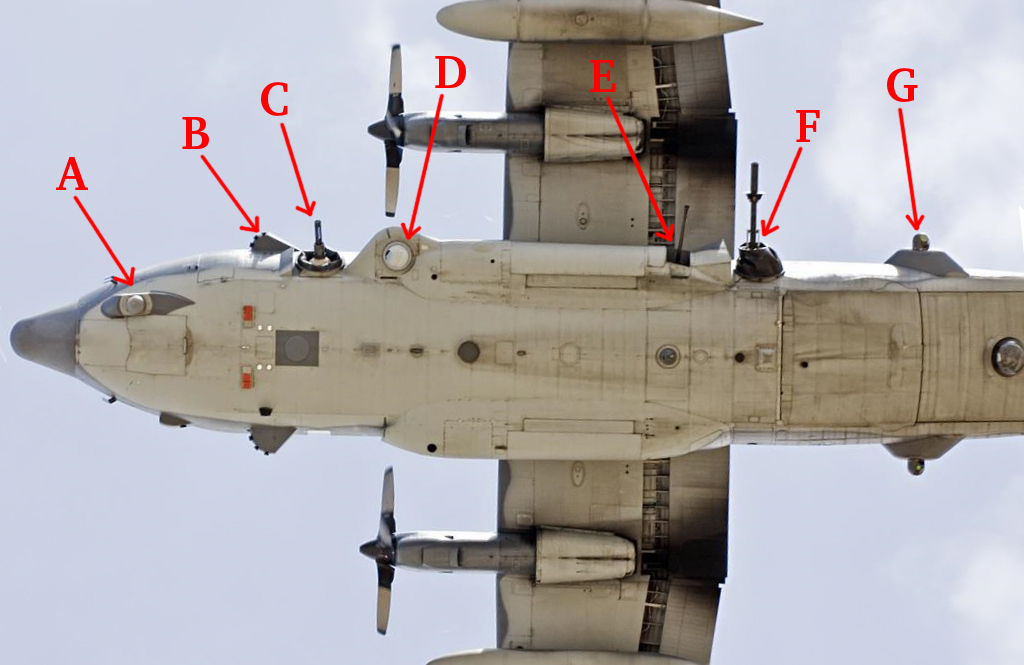
Vapen och elektronisk utrustning på en AC-130U.
A = AN/AAQ-26 FLIR
B = AN/AAR-54 robotvarnare
C = 25 mm GAU-12 Equalizer
D = AN/AAQ-39 FLIR
E = 40 mm Bofors L/60
F = 105 mm M102 Haubits
G = AN/AAQ-24 infraröda störsändare.

Redan i början av Vietnamkriget visade sig Douglas AC-47 Spooky vara ett mycket användbart flygplan, men det var baserat på Douglas C-47 Skytrain som härstammade från 1930-talet. USA:s flygvapen utvärderade därför modernare alternativ och fastnade för Lockheed C-130 Hercules. Den erbjöd möjlighet att bära tyngre beväpning, mer ammunition och att stanna i luften längre tid.

### Beväpning
Den första versionen AC-130A hade ett batteri av fyra GAU-2/A Minigun och fyra M61 Vulcan. Idealiskt mot oskyddat infanteri, men det blev snart uppenbart att det även fanns ett behov av att kunna bekämpa hårdare mål. En AC-130A byggdes om med två stycken Bofors 40 mm automatkanoner i stället för hälften av Gatling-vapnen, men det visade sig också vara otillräckligt. Nästa version AC-130E fick därför en 105 mm haubits, en 40 mm Bofors och två Vulcans. Den kombinationen visade sig vara effektiv och stod sig fram till millennieskiftet då de båda Vulcan-kanonerna byttes ut mot en 25 mm GAU-12 Equalizer. I de båda senaste versionerna AC-130W och AC-130J är den i sin tur utbytt mot en 30 mm GAU-23. Det är till skillnad från de tidigare gatlingkanonerna en revolverkanon vilket markerar att de senaste versionerna av AC-130 prioriterar precision före eldvolym, något som även märkts på att Bofors-kanonerna har tagits bort och flygplanen i stället har fått möjlighet att använda precisionsstyrd ammunition. Dels den lätta glidbomberna GBU-44 Viper Strike, GBU-69 Small Glide Munition och roboten AGM-176 Griffin som kan laddas för hand i avfyringstuber i lastrampen (kallad ”Derringer door”), dels lite tyngre vapen som GBU-39 Small Diameter Bomb och AGM-114 Hellfire som kan hängas på vapenbalkar under vingarna. Planer finns för att ersätta 30 mm automatkanonen med en högenergilaser med en effekt på 120 kW.

### Elektronik
AC-130 har alltid haft mycket elektronisk utrustning både för att lokalisera mål och för självskydd. De första A-130A var utrustade med ljusförstärkare och AN/AAD-4 FLIR.  Uppgraderingen Surprise Package innebar inte bara ändrad beväpning utan även en AN/AVQ-18 laserpekare och AN/AYK-9 eldledningsdator. Pave Pronto var en uppgradering som infördes på tio AC-130A och inkluderade lokaliseringssystemet AN/ASD-5 Black Crow som kunde pejla in tändsystemet i bensinmotorer, något som visade sig vara ett effektivt medel för att lokalisera fordon på Ho Chi Minhleden. Dessutom fick de möjlighet att bära störsändaren AN/ALQ-87 och rems/fackel-fällaren AN/SUU-42A under vingarna. AC-130H utrusades med en AN/APN-241 terrängföljande radar, en AN/APQ-150 sekundärradar som användes för att lokalisera radiofyrar och nödsändare, ny AN/AAQ-26 FLIR, AN/ASQ-145 ljusförstärkare och AN/AVQ-19 laserpekare. AC-130U var betydligt mer avancerad än tidigare versioner med AN/APQ-180 attackradar, två FLIR-system, AN/AAQ-26 och AN/AAQ-39, för olika våglängdsområden och tre olika laserpekare för 1570 nm, 1064 nm och 860 nm våglängd. Dessutom fick den varnings- och motmedelssystem i form av AN/ALR-69 digital radarvarnare, AN/AAR-44 robotvarnare, AN/ALQ-172 och AN/ALQ-196 störsändare och AN/ALE-47 integrerad rems/fackel-fällare. Attackradarn kan följa 40 mm och 105 mm granaterna i flykten och därigenom korrigera eldgivningen.

### Besättning
Antalet besättningsmän har varierat över tid och mellan varianterna. AC-130H:s besättning består av fem officerare (pilot, andrepilot, navigatör, eldledningsofficer samt telekrigofficer) samt nio underbefäl eller meniga (flygmekaniker, TV-operatör, FLIR-operatör, lastmästare och fem skyttar). På grund av färre vapen i AC-130U har dess besättning reducerats med en skytt. De senaste modellerna AC-130W och AC-130J har ännu färre vapen och högre grad av automatisering vilket gör att de klarar sig med sju mans besättning.

## Användning
AC-130 började användas i Vietnam på hösten 1967. Ett år senare hade tillräckligt många AC-130 tillförts flygvapnet för att utrusta en division vilket blev 16th Special Operations Squadron. Då hade man också utvecklat en taktik där tre F-4 Phantoms eskorterade en AC-130 för att skydda den mot jaktflyg och koncentrerat luftvärn. Totalt sex AC-130 blev nedskjutna över Vietnam, hälften av dem av rysktillverkade 37 mm automatkanon M1939. I och med att USA drog sig ur kriget i Vietnam minskade behovet av markunderstödsflygplan och alla AC-130A överfördes till reserven, och så även de AC-130E som inte byggdes om till AC-130H.
Sedan dess har AC-130 använts i så gott som alla konflikter som USA har varit involverad i. Bland annat operation Eagle Claw i Iran 1980, invasionen av Grenada 1983, invasionen av Panama 1989 och i Kuwaitkriget 1991 där en AC-130 för första gången sedan Vietnamkriget blev nedskjuten. AC-130 har också använts av Unified Task Force i inbördeskriget i Somalia 1993, i operation Uphold Democracy i Haiti 1994, samt i före detta Jugoslavien i operation Deliberate Force 1995 och operation Allied Force 1999. I Somalia förolyckades en AC-130H när en 105 mm granat exploderade i eldröret på haubitsen.
Under 2000-talet har AC-130:or använts i Afghanistankriget och Irakkriget. I just den typen av konflikter har AC-130 visat sig vara mycket användbara på grund av sin förmåga att stanna i luften länge, övervaka vad som händer på marken och med kort varsel bekämpa små mål med minimala sidoskador.

## Varianter

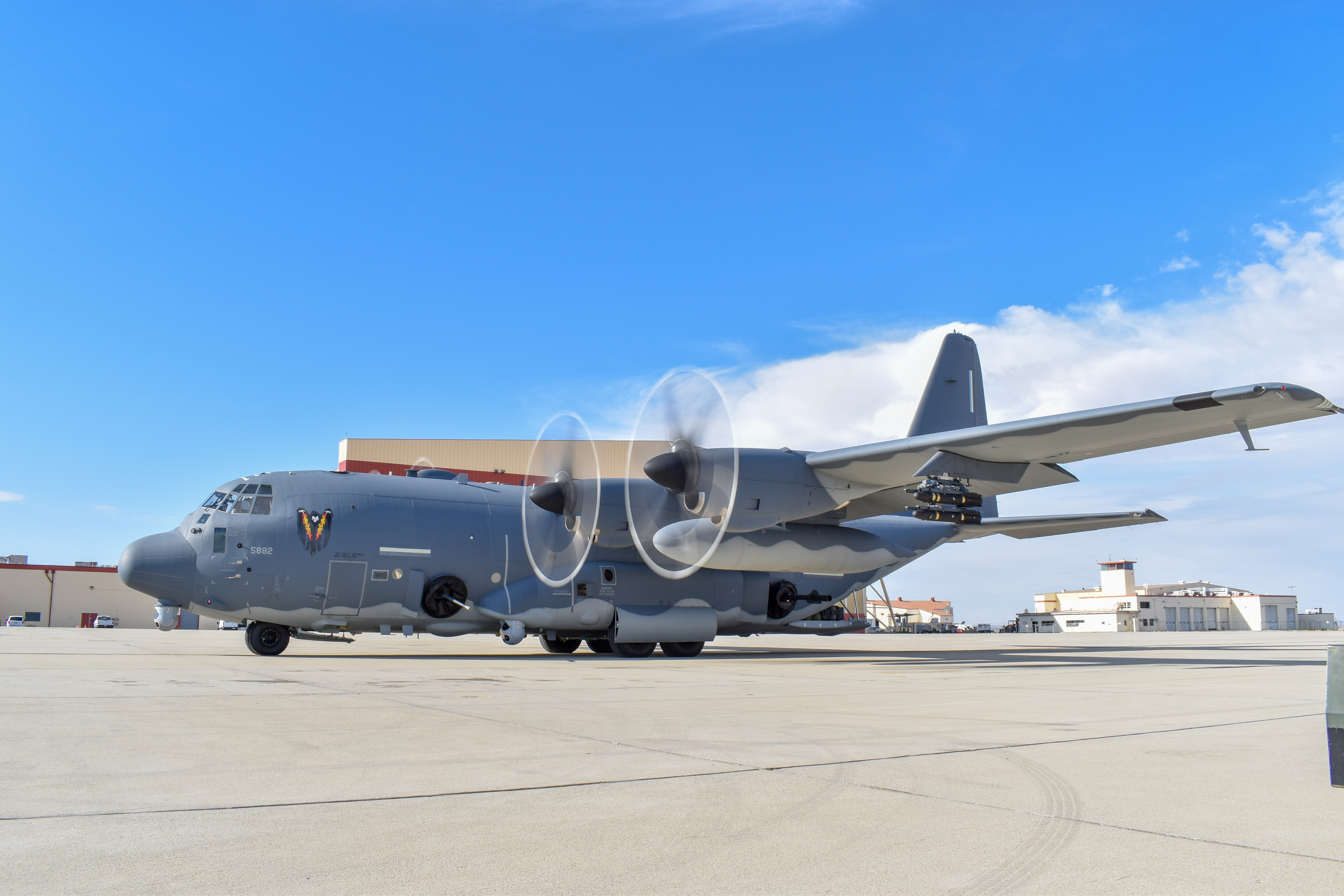
Den senaste versionen AC-130J. På bilden syns manschetterna runt haubitsen och automatkanonen som gör att kabinen kan hållas trycksatt. Den bär även Hellfire-robotar under vingarna.

- JC-130A Gunship II – Prototyp. En byggd.
- AC-130A Gunship II – Ursprunglig version. Beväpnad med fyra GAU-2/A Minigun och fyra M61 Vulcan. Även kallad ”Plane Jane”. Baserad på C-130A. 19 byggda.
- AC-130A Surprise Package – AC-130A ombyggd att bära två stycken Bofors 40 mm automatkanon, två Miniguns och två Vulcans. En ombyggd.
- AC-130A Pave Pronto – AC-130A ombyggd med Black Crow, störsändare och rems/fackel-fällare. 10 ombyggda.
- AC-130E Pave Aegis – Ny version med tyngre beväpning. En 105 mm M102 Haubits, en Bofors 40 mm och två Vulcans. Baserad på C-130E. 11 byggda.
- AC-130H Spectre – Uppgradering av AC-130E med bland annat radar, störsändare och lufttankningsförmåga. Efter år 2000 ombyggda med samma beväpning som AC-130U.
- AC-130U Spooky II – Ny version byggd i slutet av 1980-talet för att ersätta de äldre. De har bland annat tryckkabin, ny beväpning, mer ammunition, ny radar och bättre eldledningssystem. Baserad på C-130H. 17 byggda.
- AC-130W Stinger II – AC-130U kompletterade med ”Precision Strike Package” vilket innebär en ny 30 mm automatkanon i stället för de tidigare 25 mm och 40 mm kanonerna, samt med förmåga att fälla precisionsstyrda bomberna GBU-44 och GBU-39. Tidigare kallade MC-130W Dragon Spear.
- AC-130J Ghostrider – Version baserad på den förlängda varianten C-130J med Rolls-Royce-motorer, i övrigt identiska med AC-130W.

## Användare
- USA:s flygvapen
  - 4th Special Operations Squadron (1995– )
  - 8th Special Operations Squadron (1975)
  - 16th Special Operations Squadron (1968– )
  - 18th Special Operations Test and Evaluation Squadron (1991– )
  - 19th Special Operations Squadron (1996– )
  - 73d Special Operations Squadron (2007– )
  - 551st Special Operations Squadron (2009– )
  - 711th Special Operations Squadron (1975–1995)

Divisionerna är baserade på Hurlburt Field i Florida och Cannon Air Force Base i New Mexico.